# Луї Зон
Луї Бруно Зон (нім. Louis Bruno Sohn; при народженні — Людвіґ Бруно Зон (нім. Ludwig Bruno Sohn); 1 березня 1914, Львів, Австро-Угорщина — 7 червня 2006, Фолс-Черч, Вірджинія, США) — польський та американський юрист-міжнародник єврейського походження.

## Життєпис
Луїс Бруно Зон народився 1 березня 1914 року у Львові, в лікарській сім'ї Ісака та Фридерики Зонів.
Вищу освіту Л. Зон здобув закінчивши юридичний факультет Львівського університету Яна Казимира у 1935 році. У 1932—1935 роках, включно з часом навчання він мешкав у будинку № 18 на вул. Ягеллонській (нині — вулиця Гнатюка). Крім юридичної освіти, Л. Зон отримав також підготовку в сфері дипломатії і міжнародних відносин, закінчивши дипломатичні студії, які функціонували на юридичному факультеті Львівського університету у 1930-х роках.
Після закінчення університету, Л. Зон продовжував займатися науковою діяльністю. Зон залишається працювати на юридичному факультеті Львівського університету. Тут він зумів опанувати близько 5 мов, оскільки його робота полягала в укладанні каталогів відмінностей у законодавстві різних країн. Через єврейське походження, кар'єра молодого перспективного юриста у Львівському університеті виглядала дещо примарною, тому Зон надіслав рукопис одного зі своїх текстів відомому професору Гарвардської юридичної школи, Джозефу Білу. Біл був настільки вражений прочитаним, що запросив Зона стати його асистентом у Гарварді. Луї приймає запрошення і за щасливим збігом обставин, він за два тижні до нападу Третього Рейху на Польщу емігрував до США.
У Сполучених Штатах Л. Зон вступає до Гарвардського університету, який закінчує у 1940 році та отримує ступінь магістра права, а 1941 року розпочинає викладацьку роботу в цьому університеті. Наприкінці другої світової війни Л. Зон долучається до процесу створення Організації Об'єднаних Націй. Напрацювання, які зробив Л. Сон, згодом лягли в основу спільного документу канадійської та американської асоціацій: «Міжнародне право майбутнього: положення, принципи та пропозиції» (англ. International Law of the Future: Postulates, Principles and Proposals), до якого часто зверталися учасники конференції у Сан-Франциско 1945 року, працюючи над статутом гаазького Міжнародного суду.
У 1946 році Л. Зон отримує місце постійного викладача міжнародного права на юридичному факультеті Гарвардського університету і розпочинає багаторічну та успішну науково-викладацьку кар'єру в американських університетах. Згодом здобув ступінь магістра права та доктора юридичних наук у Гарвардській школі права. У 1951 році отримав ступінь доцента, а 1961 року він обійняв посаду професора Гарвардського університету. Після обов'язкового виходу на пенсію у 1981 році у Гарварді, перебрався до Школи права університету Джорджії, де ще за його життя бібліотека школи права університету була названа на його честь, як і ціла низка нагород Американської Колегії Адвокатів. Тут професор Л. Зон викладав протягом 1981—1991 років. Від 1991 року працював в університеті Джорджа Вашингтона, розташованого в столиці США, м. Вашингтон.
Крім того, Л. Зон приділяв значну увагу професійній та громадській діяльності, роблячи великий внесок і в практику міжнародного права. Зокрема, у 1969—1971 роках він був радником з міжнародно-правових питань Державного департаменту США в адміністрації президента Річарда Ніксона, а у 1974—1982 роках у складі делегації США перебував на конференції ООН з морського права, а також представляв інтереси США у двох справах в Міжнародному суді ООН. Авторитет Л. Зона був дуже високим і він обирався головою Американського товариства міжнародного права (1988—1990) та секції міжнародного права Американської асоціації правників (1992—1993).
7 червня 2006 року у Вашингтоні, у віці 92 років, Луїс Бруно Зон відійшов у засвіти. Некрологи вийшли в усіх провідних світових виданнях.
Після смерті Л. Зона у 2006 році генеральний секретар ООН Кофі Аннан виступив із заявою, зазначивши, що репутація Зона була «голосом розуму та джерелом мудрості», відзначивши його «тверде переконання у важливості Організації Об'єднаних Націй та верховенства права у врегулюванні міжнародних суперечок».

## Вшанування

Пам'ятна таблиця Луї Зону на вул. Гнатюка, 18 у Львові

11 листопада 2017 року, у межах програми «Права, правосуддя і пам'яті міста» відбулося відкриття пам'ятної таблиці для увічнення пам'яті Луї Зона, встановленої на фасаді будинку, що на вул. Гнатюка, 18 у Львові, де у 1932—1935 роках мешкав відомий юрист-міжнародник.